# キム・ハユン

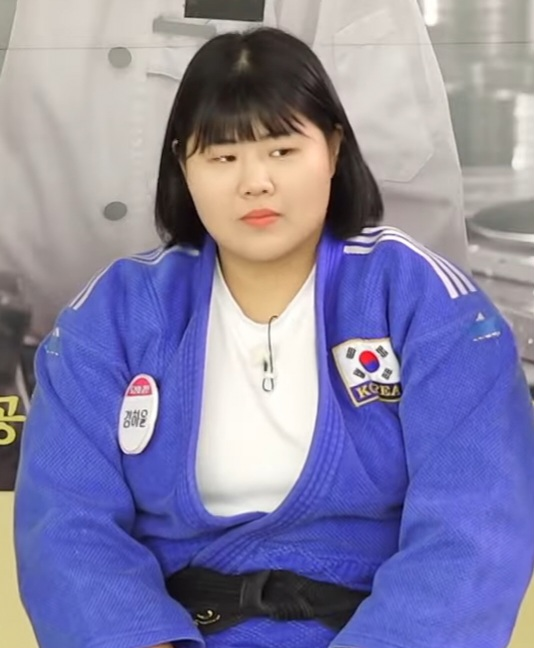
2023年

キム・ハユン（金荷倫 Kim Hayun、朝鮮語: 김하윤、2000年1月7日- ）は大韓民国・釜山広域市出身の柔道選手。階級は78kg超級。

## 経歴
2016年のアジアカデ70㎏超級で2位だったが、2017年のアジアカデでは優勝した。2018年にはグランドスラム・デュッセルドルフの78㎏k超級で3位、アジアジュニアでは優勝した。2019年の世界ジュニアでは決勝で高橋瑠璃と対戦すると、技ありを先取しながら終盤に反則負けを喫して2位だった。ワールドマスターズでは3位に入った。東京オリンピックには出場できなかった。2022年の世界選手権では準々決勝でフランスのジュリア・トロフアに合技で敗れると、その後の3位決定戦でも冨田若春に反則負けして5位だった。グランドスラム・東京では準決勝で秋場麻優に絞め落とされて3位だった。2023年にはグランプリ・アルマダで2連覇すると、グランドスラム・パリでは決勝で秋場に反則勝ちして優勝した。世界選手権では準決勝でオリンピックチャンピオンの素根輝に技ありで敗れるなどして5位だった。アジア大会では決勝で地元中国の徐仕妍を技ありで破って優勝したが、団体戦では準決勝の日本戦で高橋に技ありで敗れるなどして5位だった。2024年の世界選手権では準々決勝で冨田に反則負けを喫するが、その後の敗者復活戦を勝ち上がって3位になった。パリオリンピックでは銅メダルを獲得した。パリオリンピック混合団体でも銅メダルだった。2025年の世界選手権では決勝で新井万央に反則勝ちして優勝した。ワールドユニバーシティゲームズでも優勝した。
IJF世界ランキングは4915ポイント獲得で3位(25/7/20現在)。

## 主な戦績
- 2016年 - アジアカデ　2位(70㎏超級)
- 2017年 - アジアカデ　優勝(70㎏超級)
- 2018年 - グランドスラム・デュッセルドルフ　3位
- 2018年 - アジアジュニア　優勝
- 2019年 - アジアオープン・台北　優勝
- 2019年 - グランプリ・タシュケント　2位
- 2019年 - 世界ジュニア　2位
- 2019年 - アジアオープン・香港　優勝
- 2019年 - ワールドマスターズ　3位
- 2021年 - ワールドマスターズ　5位
- 2021年 - グランドスラム・タシケント　3位
- 2021年 - アジア・オセアニア選手権　3位
- 2022年 - グランプリ・アルマダ　優勝
- 2022年 - グランドスラム・パリ　3位
- 2022年 - グランドスラム・ウランバートル　3位
- 2022年 - アジア選手権　3位
- 2022年 - 世界選手権　5位
- 2022年 - グランドスラム・東京　3位
- 2023年 - グランプリ・アルマダ　優勝
- 2023年 - グランドスラム・パリ　優勝
- 2023年 -　世界選手権　5位
- 2023年 -　グランドスラム・ウランバートル　3位
- 2023年 -　ワールドマスターズ　3位
- 2023年 - アジア大会　個人戦　優勝　団体戦　5位
- 2024年 -　グランプリ・オディベーラス　5位
- 2024年 - 世界選手権　3位
- 2024年 - パリオリンピック　3位
- 2024年 -  パリオリンピック混合団体 3位
- 2024年 - グランドスラム・東京　5位
- 2025年 - 世界選手権　優勝
- 2025年 - ワールドユニバーシティゲームズ　個人戦　優勝　団体戦　3位

(出典)